# Evangelische Kirche (Wolf, Büdingen)

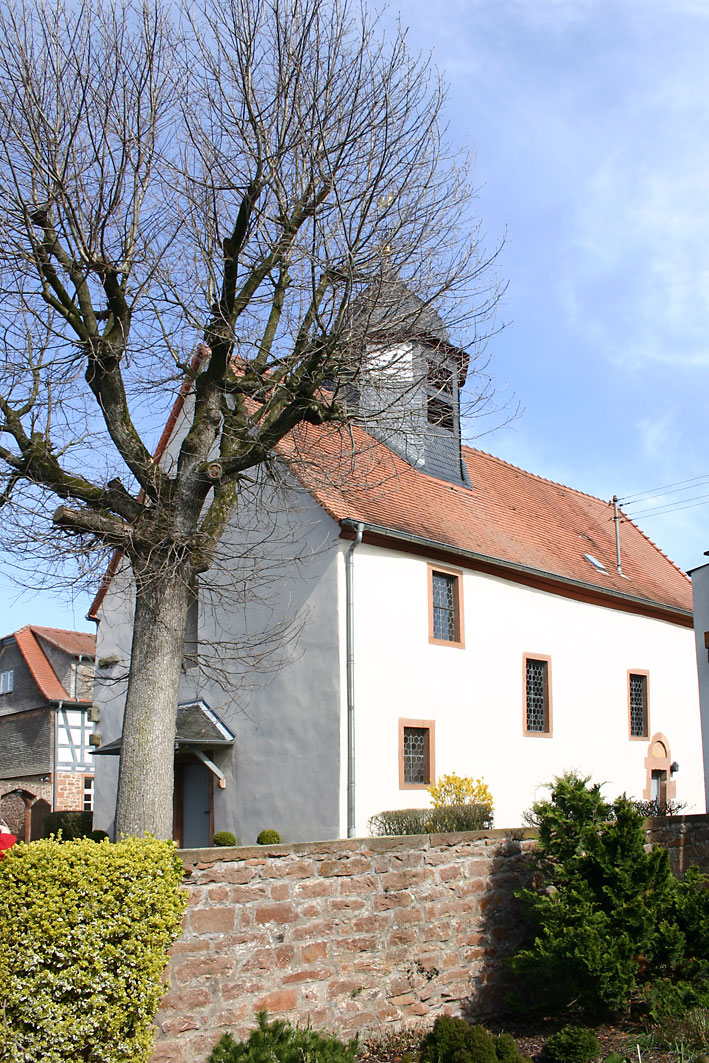
Evangelische Kirche in Wolf

Die Evangelische Kirche Wolf ist ein denkmalgeschütztes Kirchengebäude, das in Wolf steht, einem Stadtteil von Büdingen im Wetteraukreis in Hessen. Die Peterskirchengemeinde gehört zum Dekanat Büdinger Land in der Propstei Oberhessen der Evangelischen Kirche in Hessen und Nassau.

## Beschreibung
Das Kirchenschiff der romanischen Kirche wurde 1751 nach Osten erweitert und mit einem dreiseitigen Schluss versehen. Aus dem Satteldach erhebt sich im Westen ein schiefergedeckter, achteckiger, mit einer Glockenhaube bedeckter Dachreiter, der die Turmuhr und den Glockenstuhl beherbergt. 
Im Innenraum sind die Emporen dreiseitig um die Kanzel an der Südwand gruppiert. Zwei der Emporenstützen reichen weiter bis an die flache Balkendecke. So ist diese Kirche trotz ihrer geringen Größe eine Hallenkirche. Die Orgel wurde 2012 von der Orgelbau Hardt gebaut.